# Margarete Naumann

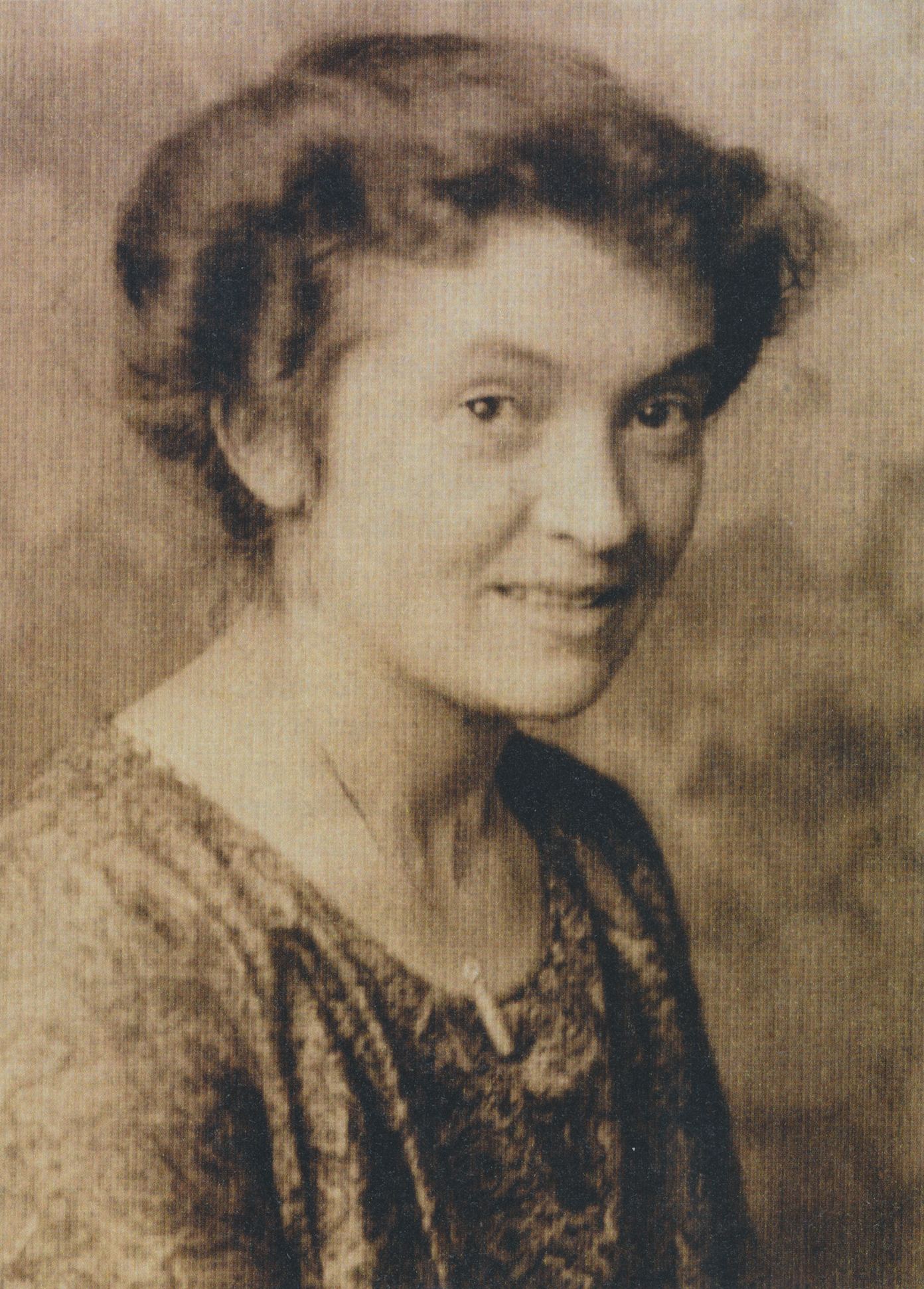
Margarete Naumann

Margarete Naumann (* 28. Januar 1881 in Chemnitz; † 1. April 1946 in Hannover; alternative Schreibweise: Margarethe Naumann) war eine deutsche Textilkünstlerin, Kunstgewerblerin und Erfinderin der Margaretenspitze, für die ihr 1918 ein Patent erteilt wurde.

## Leben
Margarete Naumann wurde 1881 in Chemnitz geboren. Ihr Vater war Jurist, der an den Spätfolgen einer Kriegsverletzung bereits im Jahr 1887 verstarb. Er hinterließ Frau und zwei Töchter. Die Familie zog zu den Eltern der Mutter, welche ein Rittergut in Bergen im Vogtland besaßen. 1890 zog die Mutter mit den Kindern nach Dresden.
Frauen wurden erst ab 1907 an der Kunstgewerbeschule Dresden in einer eigenen allgemeinen Schülerinnenabteilung zugelassen. So lernte Margarete Naumann nach Abschluss der Schulzeit zuerst Schneiderin und anschließend Porzellanmalen, was sie in Heimarbeit betrieb. Sie besuchte während drei Jahren die Zeichenschule des Dresdner Frauenerwerbsvereins und legte die Zeichenlehrerprüfung ab. Daneben nahm sie Stunden in Aktzeichnen und Kunstgeschichte. Außerdem hospitierte sie in der Kunststickschule des Frauenerwerbsvereins, um die textilen Handarbeitstechniken kennenzulernen.
Mit 27 Jahren wurde sie 1908 an der Staatlichen Akademie für Kunstgewerbe in Dresden aufgenommen. Sie war zuerst in der grafischen Klasse von Max Frey eingeschrieben und belegte danach das Fach allgemeines Kunstgewerbe bei Erich Kleinhempel. Außerdem studierte sie Modellieren und Kunstgeschichte. Daneben arbeitete sie bereits als Lehrerin an der Kunststickschule des Frauenerwerbsvereins.
In Dresden entwickelte Margarete Naumann die Grundgedanken einer Gestaltungslehre und eine eigene Knüpfspitze, welche sie „Margaretenspitze“ nannte. Mit dieser speziellen Knüpftechnik gelang es ihr, die textile Gebundenheit an eine flächige Gestaltung zu überwinden und plastische Körper von hoher Stabilität zu schaffen. Für diese Technik stellte sie 1916 eine Patentanmeldung als „Verfahren zur Herstellung von Spitzen und spitzenähnlichen Erzeugnissen“. Das Patent wurde ihr im September 1918 erteilt.
1913 stellte sie unter dem Titel „Die handwerkliche Papier-Gestaltungslehre“, im Rahmen einer Ausstellung im Künstlerhaus Dresden unter der Leitung des Verbandes Deutsche Frauenkleidung und Frauenkultur, ihre Arbeiten und Konzepte zum ersten Mal öffentlich vor. Diese Ausstellung beinhaltete schon nachweislich die elementare Methodik zur späteren Gestaltungslehre am Bauhaus von Josef Albers und László Moholy-Nagy. Albert Forkel, Direktor der Staatlichen Kunstschule für Textilindustrie Plauen, der zufällig in Dresden weilte, sah diese Ausstellung und ließ sich von Margarete Naumann über ihre Vorhaben und Ziele informieren. Er bot ihr einen Lehrauftrag an der Kunstschule für Textilindustrie in Plauen an, den sie ab Januar 1914 wahrnahm. Außerdem stellte sie 1914 an der Kölner Werkbundausstellung des Deutschen Werkbundes aus.
Die Arbeiten und Konzepte von Margarete Naumann erregten in Plauen Widerstand aus der Industrie und konservativen Kreisen, so dass der Lehrvertrag von Margarete Naumann in Plauen im Jahr 1917, gegen den Widerstand von Direktor Forkel, nicht verlängert wurde. Sie arbeitete in der Folge in ihrer eigenen Werkstatt weiter, beteiligte sich an Ausstellungen und hielt Vorträge. 1918 erhielt sie eine Berufung in den Deutschen Werkbund und war Vorstandsmitglied in der Sächsischen Landesstelle für Kunstgewerbe. Sie erhielt Stellenangebote der Kunstgewerbeschulen Weimar, Nürnberg, München, Dresden und Hamburg, welche sie alle ausschlug, „weil die Sache nach dem Gebirge gehört“, wie sie in ihrem Lebenslauf schrieb.
Margarete Naumann traf auf der Werkbundtagung im September 1919 in Stuttgart auf Walter Gropius. Gropius zeigt sich am Ausbildungskonzept und an den Arbeiten von Margarete Naumann interessiert. Es kam zu einer Ausstellung der plastischen Werke Naumanns zusammen mit Werken der modernen Kunst in Weimar. Im Januar 1920 bot Gropius ihr die Leitung und Neuausrichtung der Textilabteilung des Bauhauses an. Margarete Naumann fiel die Entscheidung schwer, sie entschied sich aber gegen eine Berufung ans Bauhaus. Die Leitung der Textilabteilung übernahm 1925 Gunta Stölzl.
Ihr Wirken und ihre Ausstellungen wurden in der Fachpresse von allen Seiten positiv besprochen. Am 1. Juli 1921 erhielt sie in Plauen wieder einen Lehrauftrag für das offizielle Fach „Margaretentechnik“ in der neu gegründeten Abteilung für Textile Handwerkskunst des Submissionsamtes des Staates Sachsens. Nach dem Tode von Albert Forkel im September 1921 kam es in der Folge zu aufreibenden Auseinandersetzungen im Zusammenhang mit dem Aufbau der Schule. Nach einer Neuorganisation im Jahr 1925, welcher Margarete Naumann nicht zustimmte, kam es zur Entlassung.
Vom 27. Mai bis 5. August 1925 präsentierte Margarete Naumann im Grassimuseum in Leipzig in einer Vierteljahresausstellung die Ergebnisse der vierjährigen Arbeit zur Errichtung einer eigenen Schule in Plauen. Margarete Naumann organisierte Führungen durch die Ausstellung und hielt Vorträge. Zur selben Zeit fand in Leipzig auch der Gewerbelehrertag statt. Ihre Arbeit stieß erneut auf großes Interesse.
Ab August 1927 wurde sie an die Kunstgewerbe- und Handwerkerschule Magdeburg für das Fach Gestaltungslehre berufen. Nach zwei Jahren kam es zu Meinungsverschiedenheiten und einer erneuten Entlassung. Sie zog anschließend nach Hannover zu ihrer Schwester.
In Hannover betrieb Margarete Naumann eine eigene Werkstatt, gab Kurse, beschickte Ausstellungen und schrieb an einem Buch zu ihrer Gestaltungslehre.
1943, im Jahr der größten Luftangriffe auf Hannover, verzeichnete sie das Adressbuch der Stadt Hannover als „Kunsthandwerkerin, Margaretenspitzen-Technik“ im zweiten Obergeschoss des Hauses Adelheidstraße 18, doch noch im selben Jahr wurde ihr Atelier ausgebombt, ihr dortiges Werk und die schriftlichen Unterlagen gingen verloren.
Am 1. April 1946 verstarb sie.
Werke von Margarete Naumann sind im Grassimuseum Leipzig und im Landesmuseum Württemberg vorhanden. Das Vogtlandmuseum Plauen verfügt über eine Fülle von Schülerinnenarbeiten. In Plauen ist die Margarethe-Naumann-Straße nach ihr benannt.

## Ausstellungen (Auswahl)

Plakat von Kurt Schwitters zur 1930 im „Römermuseum in Hildesheim“ gezeigten Ausstellung Naumanns;
Lithografie mit gedruckten Lettern von C.L. Schrader, Hannover; Schenkung von Jan Tschichold für die Plakatsammlung der Schule für Gestaltung Basel

- 1913: Künstlerhaus Dresden unter dem Titel „Die handwerkliche Papier-Gestaltungslehre“ unter der Leitung des Verbandes Deutsche Frauenkleidung und Frauenkultur
- 1914: Kölner Werkbundausstellung
- 1914: Galerie Arnold in Dresden[3]
- 1915: Kunstgewerbemuseum Dresden, Sonderausstellung „Die Dresdner Margaretenspitze“[4]
- 1915/1916: Spitzenausstellung in Plauen
- 1916: Kunstgewerbemuseum in Leipzig, „Deutsche Margaretenspitze“
- 1919: Ausstellung der plastischen Werken Naumanns zusammen mit Werken der modernen Kunst in Weimar im Umfeld des Bauhauses
- 1925: Grassimuseum in Leipzig
- 1925: II. Internationale Kunstgewerbe-Ausstellung in Monza (Mostra Internazionale delle arti decorative Villa Reale di Monza, 1925)
- 1926: Frauenbildungswoche in Magdeburg
- 1930: Römermuseum in Hildesheim
- 1931: Museum für Kunst und Landesgeschichte Hannover, „Margarethe Naumann, 15 Jahre gesetzliche Gestaltungslehre“
- 1995: Vogtlandmuseum Plauen, Margaretenspitze[5]
- 2007: Vogtlandmuseum Plauen, Ausstellung zum Thema Margaretenspitze
- 2013: Vogtlandmuseum Plauen, „100 Jahre Margaretenspitze“
- 2018: Kunstgewerbemuseum Dresden: Gegen die Unsichtbarkeit – Designerinnen der Deutschen Werkstätten Hellerau 1898 bis 1938, 3. November 2018 bis 3. März 2019
- 2020: Vogtlandmuseum Plauen, „Nouveautés. Kunstschule und Spitzenindustrie Plauen“, 11. Oktober 2020 bis 10. Januar 2021
- 2021: Kunstgewerbemuseum Dresden, „Nouveautés. Kunstschule und Spitzenindustrie Plauen“, 30. April 2021 bis 7. November 2021